# Gero von Wilpert
Gero von Wilpert (Tartu, 13 de marzo de 1933 – Sydney, 24 de diciembre de 2009) fue un escritor alemán, catedrático en la Universidad de Nueva Gales del Sur y, desde 1980, profesor de alemán en la Universidad de Sydney.

## Biografía
Wilpert nació en Tartu (Estonia) pero como otros alemanes del Báltico, fue obligado a dejar Estonia después del Pacto Molotov–Ribbentrop. De 1953 a 1957 estudia en la Universidad de Heidelberg, donde fue docente. Se estableció cerca de Stuttgart parta trabajar como lector independiente.
Wilpert publicó diferentes ediciones de una enciclopedia de descripciones literarias llamado Sachwörterbuch der Literatur. También escribió el Lexikon der Weltliteratur (Léxico de Literatura Mundial)  y el Deutsche Literatur in Bildern (Literatura alemán en fotos).
Fue miembro de la Academia Australiana de Humanidades.

## Obras
- Sachwörterbuch der Literatur. Kröner, 1955; 8th revised edition, 2001, ISBN 3-520-23108-5.[3]
- Lexikon der Weltliteratur. Kröner, 1963; 4º edición, 2004.
- Erstausgaben deutscher Dichtung. Joint author: Adolf Gühring. 1967; 2nd revised edition, 1992, ISBN 3-520-80902-8.
- Moderne Weltliteratur. Die Gegenwartsliteraturen Europas und Amerikas. Joint author: Ivar Ivask. Kröner, 1972, ISBN 3-520-43001-0.
- Deutsche Literatur in Bildern. Kröner, 1957; 2nd revised edition, 1975.
- Der verlorene Schatten. Kröner, 1978, ISBN 3-520-70101-4.
- Deutsches Dichterlexikon. Kröner, 1988, ISBN 3-520-28803-6.
- Die deutsche Gespenstergeschichte. Kröner, 1994, ISBN 3-520-40601-2.
- Goethe-Lexikon. Kröner, 1998, ISBN 3-520-40701-9.
- Schiller-Chronik. Sein Leben und Schaffen. 2000, ISBN 3-15-018060-0.
- Deutschbaltische Literaturgeschichte. C.H. Beck, München 2005, ISBN 3-406-53525-9.
- Die 101 wichtigsten Fragen: Goethe. C.H. Beck, München 2007, ISBN 978-3-406-55872-6.
- Die 101 wichtigsten Fragen: Schiller. C.H. Beck, München 2009, ISBN 978-3-406-58687-3.